# Nemetali
Zajedno s metalima i polumetalima, nemetali su kemijska skupina elemenata obilježena po svojstvu ionizacije i spajajućih svojstava. To dolazi od toga da su jako elektronegativni, tj. dobivaju više valentnih elektrona nego što ih daju. 
Postoji 17 nemetala, koji su veoma zastupljeni u prirodi. Njihove zajedničke osobine su malena gustoća, savitljivost, ne provode elektricitet (osim grafita), dolaze u sva 3 agregatna stanja i bez sjaja su. Međusobno se spajaju kovalentnom vezom, a s metalima ionskom vezom. Neki dolaze u molekularnom stanju. Najreaktivniji su oni iz 17. grupe, dok se oni iz 18. grupe uopće ne jedine zato što su stabilni; zato se nazivaju plemeniti ili inertni plinovi. 
U nemetale se ubrajaju halogeni elementi, plemeniti plinovi te ovi elementi poredani po atomskom broju:
- vodik (H)
- ugljik (C)
- dušik (N)
- kisik (O)
- fosfor (P)
- sumpor (S)
- selenij (Se)

## Sumpor
Sumpora ima u Zemljinoj kori, niskoj vodi, ugljenu i nafti te u sastavu bjelančevina ili proteina u biljnim i životinjskim organizmima. Važan je biogeni element. Sumpor se nalazi duboko ispod površine Zemlje. Velika ležišta sumpora nalaze se u vulkanima, čije su površine i otvori prekriveni korom sumpora debljine i do jednog metra. Sumporove pare izlaze kroz mnogobrojne otvore ugaslih vulkana, a u hladnim područjima stvaraju se prelijepi kristali čistog sumpora. Elementarne tvari istoga kemijskog elementa, a različite građe molekula nazivaju se alotropskim modifikacijama. Sumpor ima dvije: rompski i monoklinski sumpor.